# Hamr (tvrz)
Hamr je tvrz přestavěná na sýpku ve stejnojmenné vesnici jihovýchodně od Veselí nad Lužnicí v okrese Tábor. Založena byla na konci patnáctého století a přibližně 250 let sloužila jako panské sídlo a centrum správy hamerského statku. V první polovině osmnáctého století ji koupili Schwarzenbergové a nechali ji upravit na sýpku. Areál tvrze je chráněn jako kulturní památka.

## Historie
První písemná zmínka o Hamru pochází z roku 1395, kdy zde stál železářský hamr v majetku Petra Henzlina. Vesnice u hamru vznikla až koncem patnáctého století, kdy zdejší hamr se dvorem a rybníky zdědil po Jindřichovi ze Sobětic jeho syn Řehoř. Dalším majitelem se stal Jindřich Valovský z Úsuší. Tvrz pravděpodobně založil už Jindřich ze Sobětic, ale podle Karla Třísky byla postavena až za Jindřicha Valovského.
Jindřichovi synové Kunrát, Bohuslav a Jarohněv nejprve vlastnili Val a Hamr společně, ale posléze se rozdělili, a Hamr s polovinou Valu připadl Bohuslavovi. Bohuslav zemřel roku 1572 a majetek po něm zdědily dcery Kateřina, Barbora a Mandaléna, které jej 2. října 1572 prodaly Markétě Valovské z Hodějova na Valu za 7200 kop míšeňských grošů. Jejím manželem byl Albrecht Valovský. Ve vsi roku 1581 založil kostel Nejsvětější Trojice, a když 15. května 1595 zemřel, byl v kostele pohřben. Markéta Valovská poté 24. května 1596 majetek předala dcerám Anně Vrchotické a Kateřině Valovské. Správy statku se ujala Anna, provdaná za Buriana Vrchotického z Loutkova. Už o dva roky později zemřela a jejich děti tvrz s celým statkem prodaly Kryštofu Karlov ze Svárova za 12 500 kop míšeňských grošů. Za svou účast na stavovském povstání a volbě krále Fridricha Falckého byl Kryštof roku 1623 potrestán ztrátou jedné třetiny majetku.
Statek tvořený Hamrem s tvrzí, Valem a Vlkovem dne 9. října 1623 koupil od královské komory Kryštofův syn Václav Albrecht Karel ze Svárova za 21 011 kop míšeňských grošů. Tvrz roku 1627 vyhořela, ale byla obnovena. Václav zemřel roku 1645 a statek poté několik let spravovali jeho synové Kryštof, Hynek a Václav a dcera Kateřina Barbora. Roku 1651 připadly Těnovice, Hamr a Val Kryštofovi, který je 20. června 1652 prodal matce Anně Ekrštorfové ze Svárova za 24 304 kop míšeňských. Anna v Hamru hospodařila do 10. října 1661, kdy Hamr s tvrzí, Valem, Vlkovem a chalupníky v Albrechticích koupila za 28 354 florénů její dcera Kateřina Barbora provdaná za Petra Loubského z Lub.
Od Kateřiny Barbory Loubské dne 16. prosince 1677 Hamr s novým dvorem Dehetníkem, jinými dvěma dvory, pivovarem a vesnicemi Val a Vlkov koupil za 31 500 florénů svobodný pán Václav Martin Gerard. Jeho syn Leopold Jakub Gerard nechal starou tvrz přestavět. Leopold byl znám jako násilník a vrah, za což byl roku 1714 odsouzen k trestu smrti stětím mečem, ale na žádost manželky jej císař Karel VI. omilostnil a trest změnil na doživotní vězení. Leopold zemřel roku 1724 ve vězení v Bílé věži nebo v Daliborce na Pražském hradě. Ještě předtím v roce 1714 své statky v Hamru a Valu prodal rytíři Václavu Antonínu Golzovi. Václav Golz se špatným hospodařením zadlužil a ovdovělá Kateřina Golzová statek roku 1729 prodala kněžně Eleanoře Amálii ze Schwarzenberka. Od ní panství koupil její manžel Adam František ze Schwarzenbergu, který Hamr připojil k třeboňskému panství. Samotná tvrz byla v osmnáctém století přestavěna na sýpku.

## Stavební podoba
Tvrz stojí v areálu uzavřeného dvora v blízkosti Nežárky. Dochovaná dvoupatrová budova má obdélný půdorys a dvě souběžné valbové střechy. V přízemí se dochovaly klenby a gotická ostění, ale cenné jsou také trámové stropy. Správcovský dům postavený za Leopolda Jakuba Gerarda byl před rokem 2017 upraven na restauraci.